# بئر السوامي (رداع)

تعديل مصدري - تعديل

حارة بئر السوامي هي إحدى حارات مدينة رداع أحد مدن محافظة البيضاء، بلغ تعداد سكانها 552 نسمة حسب تعداد اليمن لعام 2004.